# 稲葉雅人 (ビジネスパーソン)
稲葉 雅人（いなば まさと、1959年4月16日 - ）は、日本のビジネスパーソン。

## 経歴
1981年東北大学工学部電気工学科卒業。1984年同大学大学院修士課程修了。1980年代に中国留学。2010年8月現在、NTT中国総代表。

## 共著
- 『日本と中国「歴史の接点」を考える―教科書にさぐる歴史認識』（2006年、角川学芸出版） 共著：夏坂真澄　ISBN 404651986X